# Balma dels Punts
La balma dels Punts és un abric del municipi de l'Albi (Garrigues) amb representacions de pintura rupestre protegides com a Patrimoni de la Humanitat en el conjunt de l'Art rupestre de l'arc mediterrani de la península Ibèrica.
Està situada a la partida de Tarròs, al peu del vessant sud d'un tossal d'aflorament calcari.
Les pintures es localitzen en una balma no gaire profunda de pedra sorrenca d'uns 10 metres de longitud i 3 metres d'alçada. La morfologia arrodonida del sostre i les parets, així com la base estrangulada pels fenòmens erosius, li donen una forma peculiar de bolet. La zona de les pintures està orientada a l'oest.
El conjunt pictòric conté un total d'onze representacions corresponents a un cérvol de cos compacte, potes curtes i gran cornamenta, un quadrúpede o caprí d'aspecte tosc i compacte, amb les extremitats curtes i gruixudes i unes grans banyes que fan pensar en la representació d'un gran boc, traços, restes i punts. Cobrint part del cérvol i prolongant-se fins a l'extrem dret del fris, es localitza un conjunt de punts, distribuïts en 9 línies en sentit horitzontal. Les pintures mostren diferències tècniques (tinta plana, traç simple, traç simple vertical, digital i punctiforme) i cromàtiques (vermell-castany, castany vermellós, castany, castany fosc, castany carmí, vermell clar i castany violaci).
Aquest conjunt combina dos estils, naturalista i esquemàtic. El primer està representat pel cérvol i el segon pel gran conjunt de punts, un dels més importants de Catalunya (es comptabilitzen més de 400 punts). La forma tan ben organitzada dels punts i l'estreta relació d'aquests amb el cérvol fan pensar en alguna forma de còmput, associada al quadrúpede, un animal divinitzat. Així mateix, en la part superior de la paret frontal s'observen diversos conjunts gravats de pentalfes i d'una creu que podrien datar d'època medieval.
Les pintures van ser descobertes l'any 1995 per uns caçadors de la zona.